# Далгат, Азиз Абдусаламович
Азиз Абдусаламович Далгат (20 декабря 1872, с. Урахи, Дагестанская область, Российская империя — 27 сентября 1944, Париж Франция) — российский военный деятель, военный врач, учёная степень — лекарь. Участник Русско-японской и Первой мировой войн. Надворный советник.

## Биография
Родился в 1872 году в селе Урахи (ныне Сергокалинский район) Даргинского округа Дагестанской области Российском Империи.
Его отец — Абдусалам-Кади был старшиной и судьёй вольного общества Каба-Дарго, мать — Рукият занималась домашним хозяйством.
В 1882 г. поступил на учёбу в Ставропольскую мужскую гимназию, которую окончил 1890 году, после чего учился на медицинском факультете Харьковского университета, который окончил в 1895 г.
В 1897 году был удостоен степени лекаря. Один из первых людей с высшим образованием на Северном Кавказе.
С 1895 года на военной службе в Русской Императорской армии в должности военного врача.
В 1904—1905 г.г — участник Русско-японской войны, военный врач полевого госпиталя.
С марта 1916 года — участник Первой мировой войны в составе 4-й особой пехотной бригады Западного фронта Русского экспедиционного корпуса в должности старшего врача, посланного на помощь союзникам во Францию.. В мае 1916 года в чине полковника— старший врач 2-й бригады 51-й артиллерийской дивизии в Гори.
С июня по октябрь 1916 года — старший врач 8-го полка 61-й пехотной дивизии Русского экспедиционного корпуса Русской императорской армии.
С 24 октября 1916 года он стал бригадным врачом 61-й дивизии. В ходе боевых действий в зиму 1916 года медперсонал бригады под руководством Азиза Далгата работал круглосуточно на периметре линии соприкосновения Браздастой косы и Старовинских позиций.
После Февральской революции основные силы 61-й дивизии были отправлены в тыл, в это же время происходило распределение военных на три категории. В первую относились те, кто хотел продолжения войны, во вторую артиллеристы и в третью командиры подразделений, которые организовали «Русский легион» в Париже. Весь офицерский состав, кроме Азиза Далгата и его коллеги — врача выбрали первую категорию.
В январе 1921 года он был демобилизован. Услышав весть о расстреле царских офицеров на Родине принял решение не возвращаться в Россию. Обосновался он во Франции, где вскоре стал доктором медицины, был членом-правления медицинского общества им. Мечникова, членом учредительного собрания Парижской ложи «Золотое Руно», городским врачом и т. д.
В середине 1930-х годов Правительством Франции был командирован в Алжир на борьбу с эпидемией чумы. Переболев сам, он вернулся в Париж и впоследствии скончался в 1944 году.
Похоронен на почётной алее кладбища г. Сулак сюр Мер в провинции Аквитания Франции.
Во время службы был награждён орденами Святого Владимира IV степени, Святой Анны II степени с мечами, Святой Анны 3 степени с мечами и бантом, Святой Анны IV степени, Святого Станислава II и III степени с мечами и бантом.